# Junorivier
De Junorivier (Junojoki of Junojohka) is een rivier die grotendeels stroomt in de Zweedse gemeente Kiruna. De rivier ontstaat als afwateringsrivier van het Junojärvi. De rivier stroomt naar het zuiden en krijgt water van een aantal zijrivieren. De Junorivier is 52 kilometer lang voordat zij binnen de gemeente Pajala in de Torne stroomt. Ze stroomt door onbewoond gebied.